# Fiorile
Fiorile is een Italiaanse dramafilm uit 1993 onder regie van de gebroeders Paolo en Vittorio Taviani.

## Verhaal
Op het einde van de 18e eeuw trekken de troepen van Napoleon door het Italiaanse schiereiland. Soldaat Jean heeft als taak een kist met goudstukken te bewaken. Hij ontmoet de schone Elisabette en wordt dusdanig verliefd op haar dat hij aan zijn plicht verzaakt. Wanneer de schatkist wordt ontvreemd, wordt Jean door zijn overste ter dood veroordeeld. Zijn vonnis zal niet worden voltrokken, mits de dief zich binnen de dag aanmeldt.

## Rolverdeling
| Acteur                 | Personage              |
| ---------------------- | ---------------------- |
| Claudio Bigagli        | Corrado / Alessandro   |
| Galatea Ranzi          | Elisabette / Elisa     |
| Michael Vartan         | Jean / Massimo         |
| Lino Capolicchio       | Luigi                  |
| Constanze Engelbrecht  | Juliette               |
| Athina Cenci           | Gina                   |
| Giovanni Guidelli      | Elio                   |
| Norma Martelli         | Livia                  |
| Pier Paolo Capponi     | Duilio                 |
| Chiara Caselli         | Chiara                 |
| Renato Carpentieri     | Massimo (als oude man) |
| Carlo Luca De Ruggieri | Renzo                  |
| Fritz Müller-Scherz    | Hoogleraar             |
| Laura Scarimbolo       | Alfredina              |